# 리사 수리하니
리사 수리하니(Lisa Surihani, 1986년 3월 23일 ~ )는 말레이시아의 배우이다. 말레이시아 영화제 여우주연상 2회(2010, 13) 수상자이다. 2017 유니세프 말레이시아 친선 대사로도 임명되어 활동했다.